# CitSR
CitSR (Citizen's Social Responsibility) eller på dansk borgerens sociale ansvar. Borgeren fravælger hjælp fra staten, hvis borgeren har midler til selv at betale. På den måde bliver samfundets goder, i stedet brugt på dem, der er dårligst økonomisk stillede. Begrebet dækker over enkeltstående handlinger eller konsekvent.
Eksempel: Selvom en pensionist er berettiget til folkepension, så vælger vedkommende at fravælge den.
Udløber af CSR (Corporate Social Responsibility) – virksomheders sociale ansvar.
| filosofi | Spire Denne filosofiartikel er en spire som bør udbygges. Du er velkommen til at hjælpe Wikipedia ved at udvide den. |

| Samfund | Spire Denne samfundsartikel er en spire som bør udbygges. Du er velkommen til at hjælpe Wikipedia ved at udvide den. |